# Beninská říše
Beninská říše (Arriọba ẹdó) neboli říše Edo byla předkoloniální říše Afriky, která existovala mezi 12. a 19. stoletím a rozkládala se na dnešním území jižní Nigérie. Tato říše byla jednou z nejstarších a nejvyspělejších států západní Afriky. Původní lidé a zakladatelé Beninské říše byli tzv. lidé Edo. Obyvateli byla říše zpočátku nazývána Igodomigodo, až později Beninská říše.

## Symbolika

Vlajka údajně dovezená F. W. Kennedym do Británie

S Beninskou říší má souviset vlajka, kterou ze západní Afriky do Británie údajně dovezl poručík Francis William Kennedy. Mělo se tak stát po britské vojenské expedici z roku 1897. Funkci, původ ani pravost vlajky se nepodařilo doložit.